# Šuplje vene
Šuplje vene (lat. jd. vena cava; mn. venae cavae) velike su vene koje vraćaju krv bez kisika natrag u srce. Ljudi imaju dvije šuplje vene: gornju i donju, i obje dovode krv u desnu pretklijetku srca. Nalaze se blizu sredine tijela, malo udesno.
Donja šuplja vena proteže se uz abdominalnu aortu, donoseći krv bogatu ugljikovim dioksidom iz donjeg dijela tijela. To je najveća vena ljudskog tijela.
Gornja šuplja vena nalazi se iznad srca, a nastaje spajanjem lijeve i desne ručnoglavene vene (lat. vena brachiocephalica), koje donose krv iz glave i ruku.